# John Carroll
John Carroll (Upper Marlboro, 8 januari 1735 - Baltimore, 3 december 1815) was een Amerikaans missionaris en jezuïet in Nieuw-Engeland en, na 1776, in de Verenigde Staten. Hij was de eerste bisschop en de eerste aartsbisschop van Baltimore. Daarmee was hij de eerste bisschop van de Verenigde Staten.

## Levensloop
John Carroll groeide op in Upper Marlboro, in de Engelse kolonie Maryland. Maryland was toen een van de kolonies onder de verzamelnaam Nieuw-Engeland in Noord-Amerika. Zijn ouders waren Daniel Carroll, een handelaar, en Eleanor Darnall; het koppel had ook een boerderij in Upper Marlboro. Zijn moeder Eleanor had nog school gelopen bij de zusters sepulchrijnen in Luik.

## Zuidelijke Nederlanden en prinsbisdom Luik
Van 1748 tot 1753 deed hij zijn middelbaar onderwijs in Frans-Vlaanderen, meer bepaald in de rooms-katholieke school van Sint-Omaars. Daar was onderwijs was er georganiseerd voor Engelstaligen. Hij was er heengereisd samen met zijn neef.  
Van 1753 tot 1755 was Carroll novice bij de jezuïeten in Waten, eveneens gelegen in het bisdom Sint-Omaars. De abdij lag dicht bij de zomerresidentie van de bisschoppen van Sint-Omaars. Hij beëindigde zijn priesterstudies in het Engels Jezuïetencollege in het prinsbisdom Luik. Hij werd in Luik tot priester gewijd (1761). Vervolgens werd hij docent filosofie in Luiks College (1762-1767) en in het Jezuïetencollege van Brugge (1767-1771). In 1771  trad hij definitief toe tot de jezuïeten. De tijdsgeest was echter tegen de jezuïeten. Daarom reisde Carroll naar Rome om de zaak der jezuïeten te bepleiten (1772-1773). In Rome kon hij niets anders vaststellen dan dat paus Clemens XIV in Europa de afschaffing van de jezuïetenorde doorzette. Carroll voelde zich de "meest ongelukkige Marylander van allemaal". Hij zou jezuïet blijven.

## Amerikaans missionaris
Carroll reisde terug naar Maryland, waar hij zich bezig hield met de katholieke missie. In 1776, bij de onafhankelijkheid van de Verenigde Staten, reisde Carroll op vraag van de regering in Washington naar Canada. Hij pleitte ervoor dat de Canadezen zich aansloten bij de Amerikanen. Zonder succes keerde hij terug naar Maryland. In zijn pastoraat stelde hij vast dat de katholieke (tridentijnse) ritus mijlenver stond van de modale Amerikaan. Carroll bepleitte twee zaken die in die tijd revolutionair waren in de katholieke kerk (1783):
1. hij wenste de ritus in de volkstaal
2. hij wenste dat toekomstige Amerikaanse bisschoppen verkozen zouden worden door lokale gelovigen. Een Amerikaanse bisschop zou met regelmaat de priesters in zijn bisdom rond zich moeten verzamelen.

## Amerikaans prefect
De Heilige Stoel in Rome kreeg lucht van de activiteiten van Carroll in Amerika. Zij zocht een andere oplossing. Via de Amerikaanse ambassadeur in Parijs liet Rome weten dat Carroll missiebisschop kon worden van de gehele Verenigde Staten. Carroll kon prefect worden van een zogenaamde Apostolische prefectuur; de controle bleef dan bij de Congregatie voor de Evangelisatie van de Volkeren in Rome. Rome stelde één voorwaarde voor de benoeming van Carroll tot Amerikaans prefect: hij moest zijn radicale leerstellingen inslikken.
Carroll gaf toe over de gehele lijn en werd vrij snel prefect van de Verenigde Staten van Amerika (1784-1789). De bemoeienissen van de Congregatie in Rome stoorden hem echter. Hij wenste rechtstreeks van de paus af te hangen. Dit vond Carroll niet meer dan normaal voor een onafhankelijk land zoals de Verenigde Staten. Rome ging akkoord en creëerde het bisdom van Baltimore in 1789.

## Bisschop van Baltimore
Met hulp van katholieke adel in Engeland werd Carroll tot bisschop gewijd in Dorset, op het kasteel van Lulworth (1790). De katholieke taken van de eerste bisschop van de Verenigde Staten waren reusachtig. Er bestond geen katholiek onderwijs in zijn bisdom. Zijn eerste werk was dan ook de stichting van de katholieke Universiteit van Georgetown, in het jaar van zijn benoeming (1789) en nog voor zijn wijding (1790). Hij organiseerde nog andere onderwijsinstellingen. Dit impliceerde dat hij kloosterordes aantrok in zijn bisdom. Verschillende mannelijke en vrouwelijke kloosterordes installeerden zich in het bisdom Baltimore, onder andere de sepulchrijnen. Zo trok hij Russische jezuïeten aan, aangezien Rusland niet getroffen was door de afschaffing van de orde door Clemens XIV. Bisschop Carroll organiseerde verder de parochies en plande de bouw van een kathedraal in Baltimore. In 1806 legde hij de eerste steen van de Basiliek van het Nationaal Heiligdom van de Hemelvaart van de Heilige Maagd Maria.
In 1805 kreeg hij er een bisschoppelijke taak bij: hij werd apostolisch administrator van het nieuw opgerichte bisdom Louisiana en de Twee Florida's. Dit bisdom werd afgescheurd van het bisdom Havana op Cuba. Dit gebied omvatte ook het voormalige Deens-West-Indië, een kerkelijk gebied dat nergens toe behoorde.

## Aartsbisschop van Baltimore
Het toppunt van zijn carrière bereikte John Carroll in 1808. Zijn bisdom werd tot aartsbisdom verheven; in de nieuwe kerkprovincie kreeg Baltimore vier suffragaanbisdommen: New York, Philadelphia, Boston en Bardstown. Volgens historici liet Carroll zijn oude plannen van inspraak van de clerus hier definitief vallen: hij moest immers regelmatig disciplinaire maatregelen nemen binnen de katholieke kerkprovincie.
Het frustreerde hem dat paus Pius VII de gevangene van Napoleon Bonaparte was in Fontainebleau. 
Carroll stierf in 1815 in Baltimore. Zijn verwezenlijkingen voor de Amerikaanse rooms-katholieke kerk werden later beschreven en gepubliceerd.

## Afbeeldingen

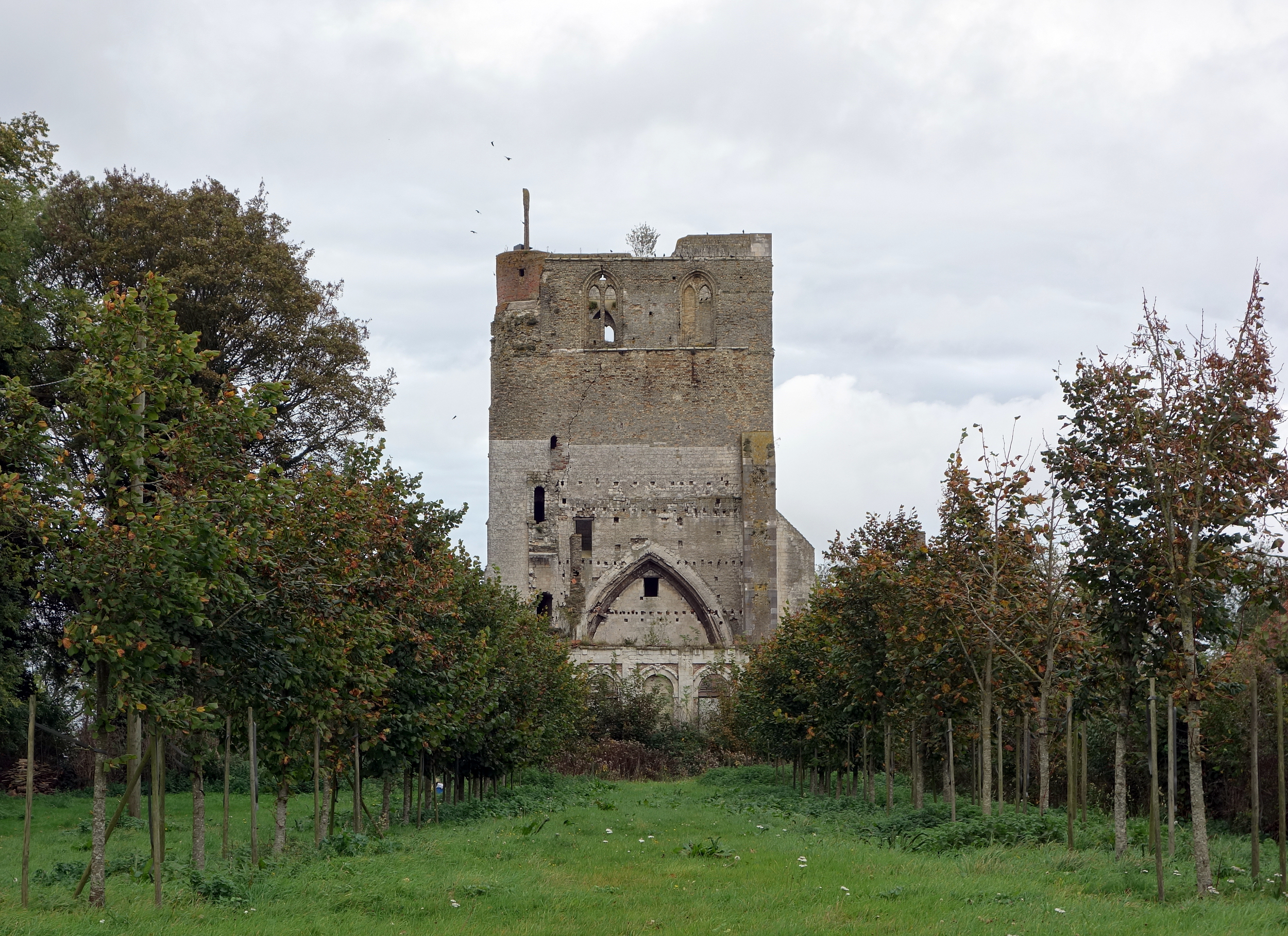
Kweekschool van de jezuïeten in Waten (Frans-Vlaanderen)
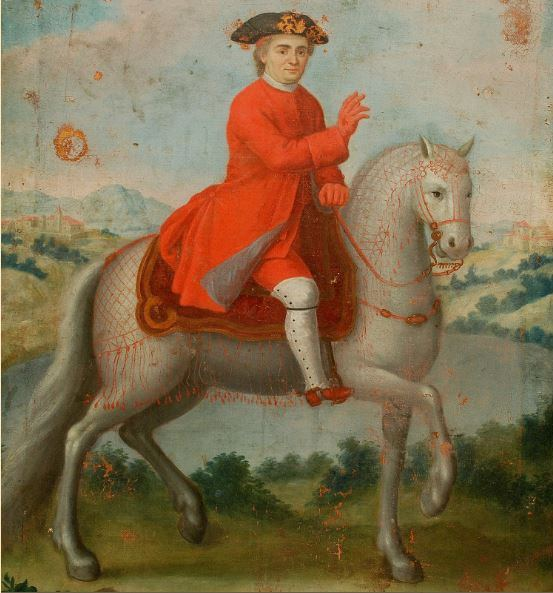
Paus Clemens XIV schafte de jezuïetenorde in 1773 af, maar niet voor de Amerikaanse kolonies
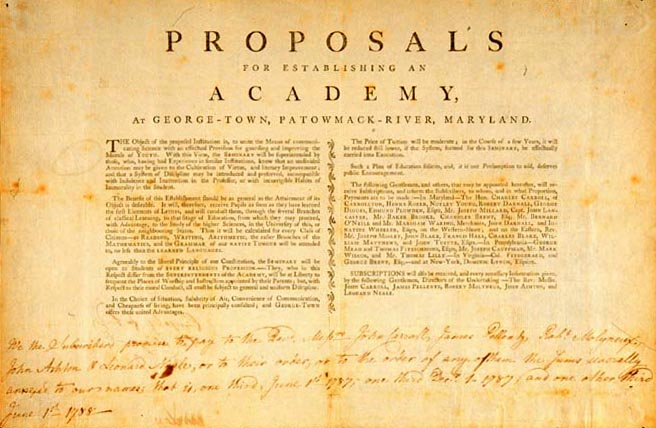
Carroll's plannen voor een katholieke universiteit (1787)
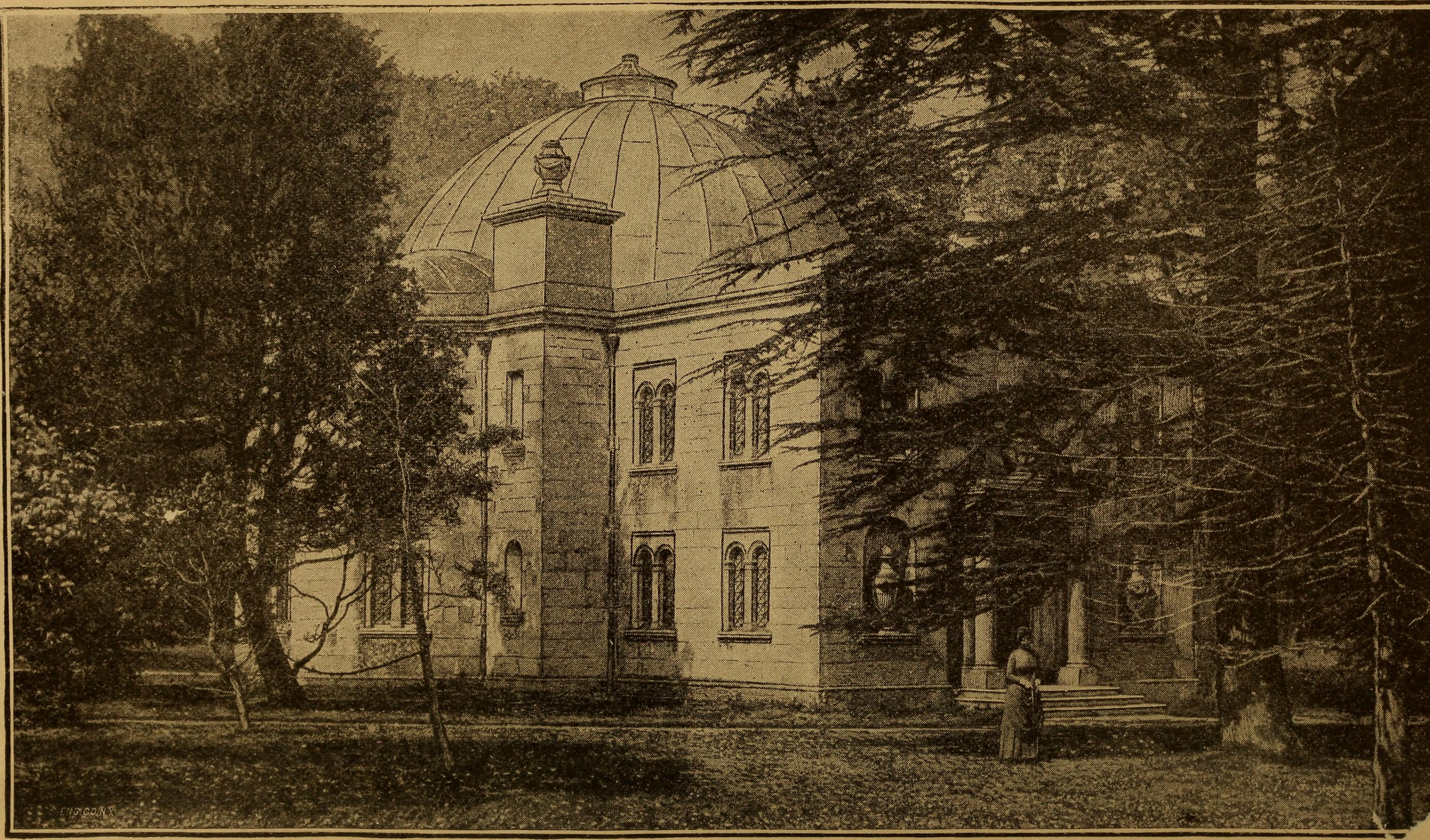
Kapel van kasteel Lulworth in Engeland waar Carroll tot bisschop werd gewijd
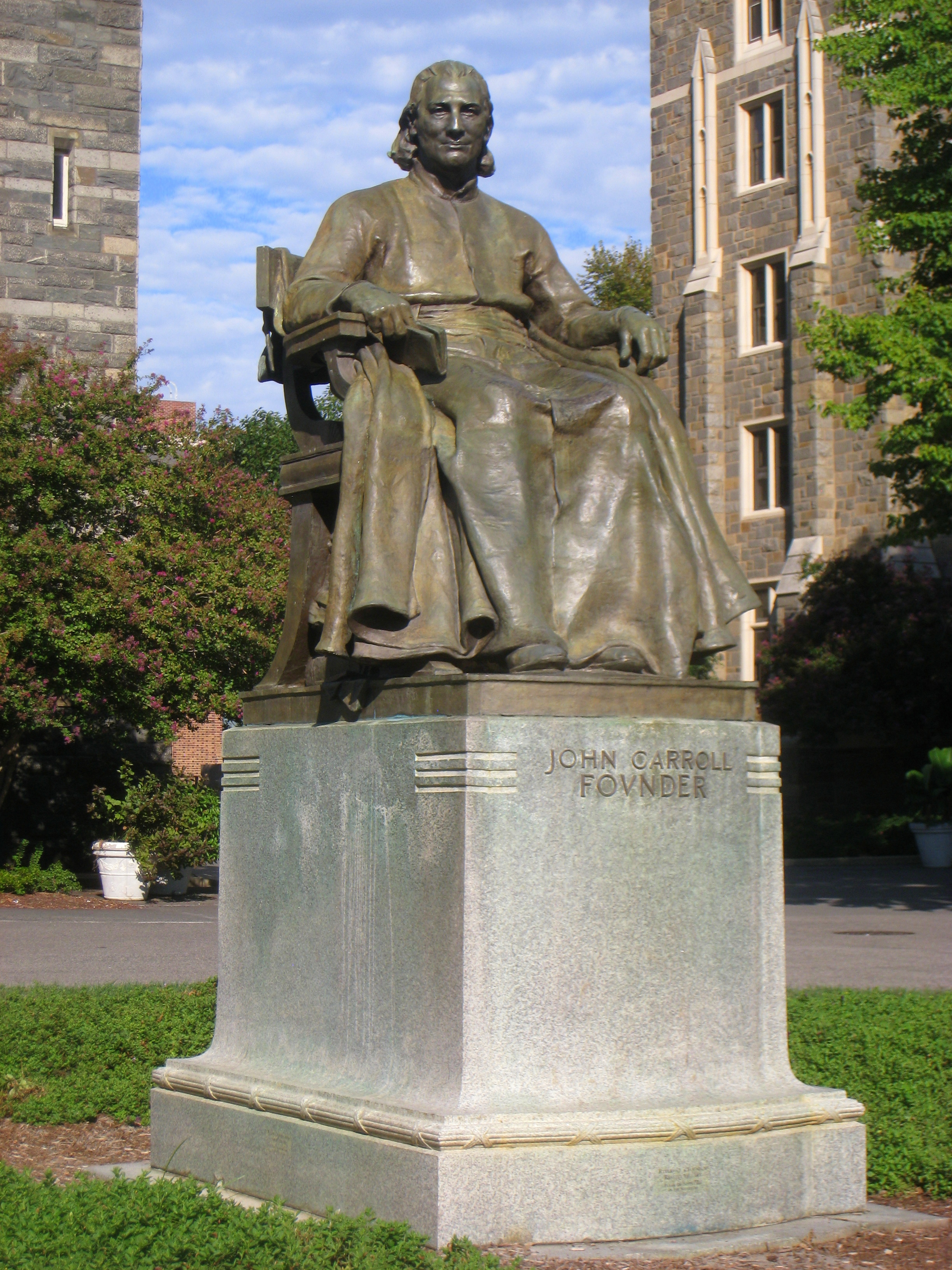
Bisschop John Carroll stichtte de Universiteit van Georgetown (1789)
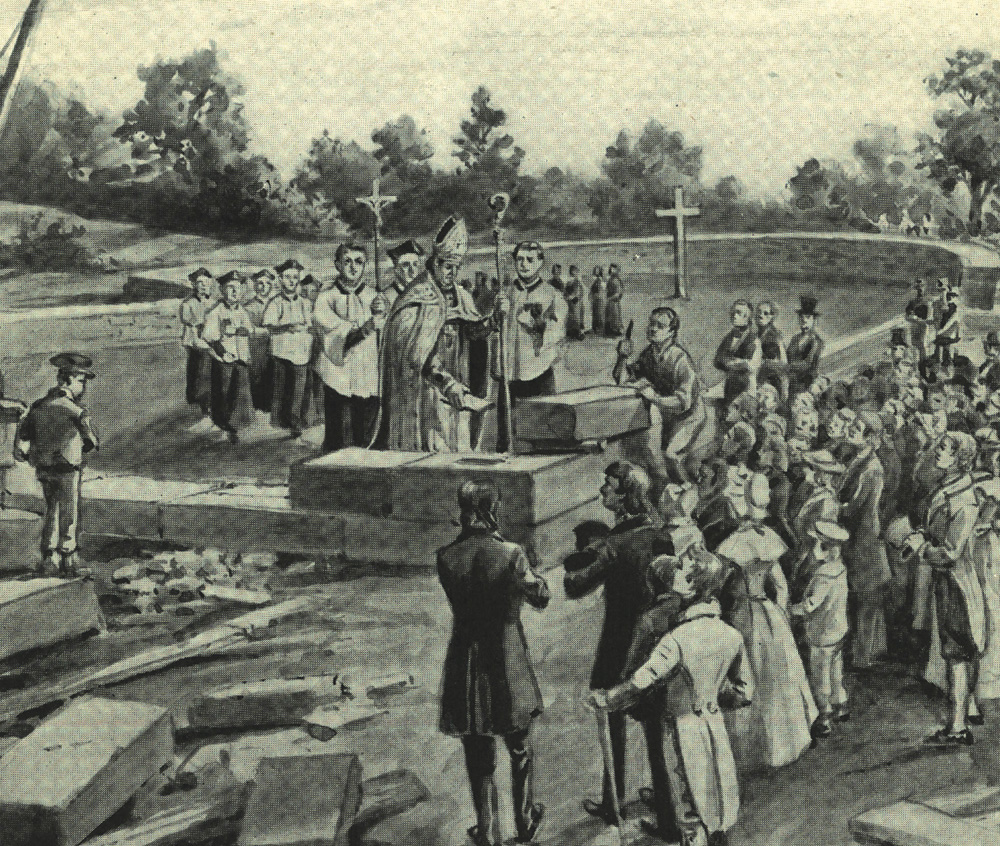
Eerstesteenlegging door Carroll van de Kathedraal van Baltimore in aanbouw
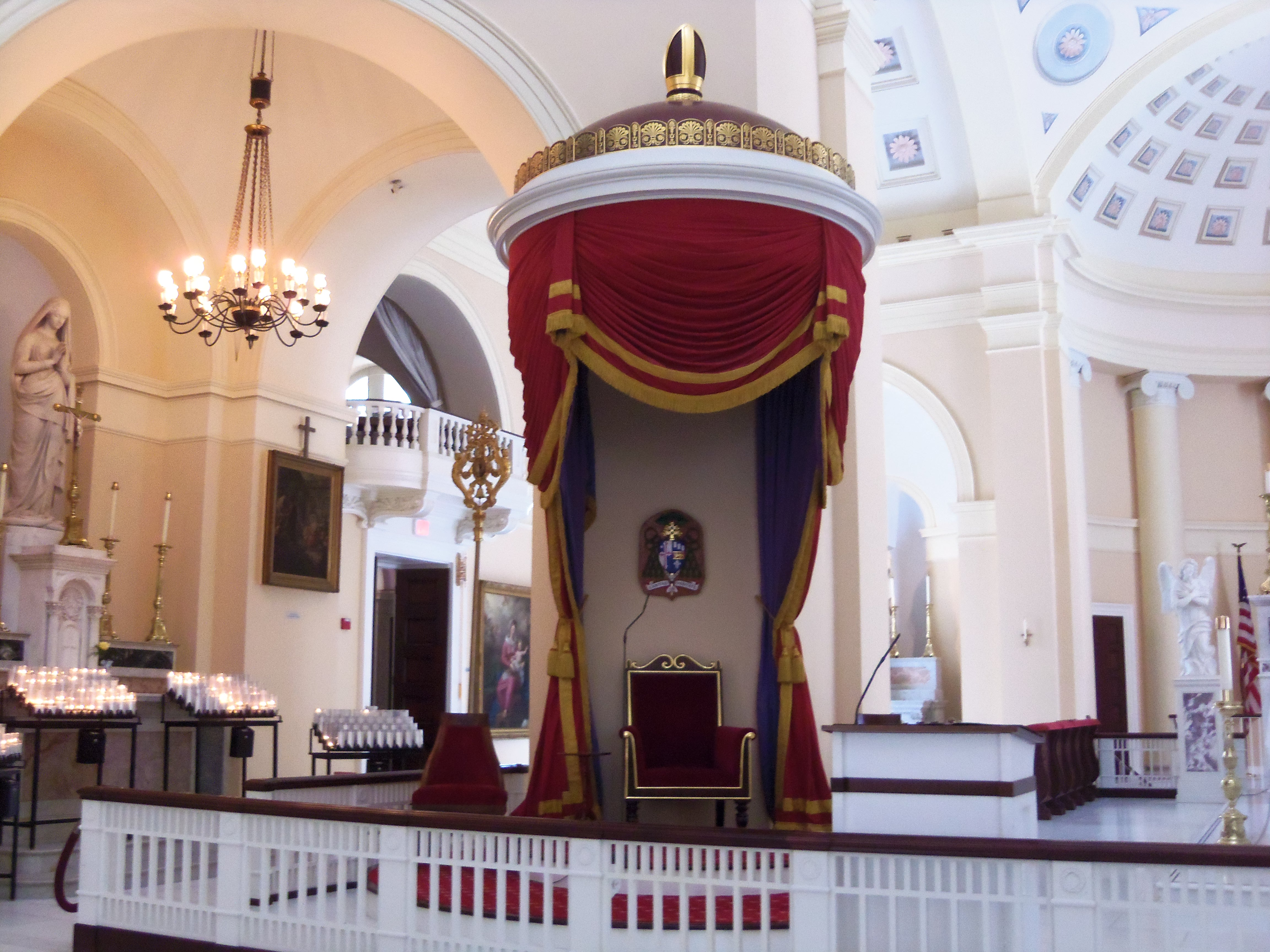
Aartsbisschoppelijke troon in Baltimore